# Versteckausbreitung

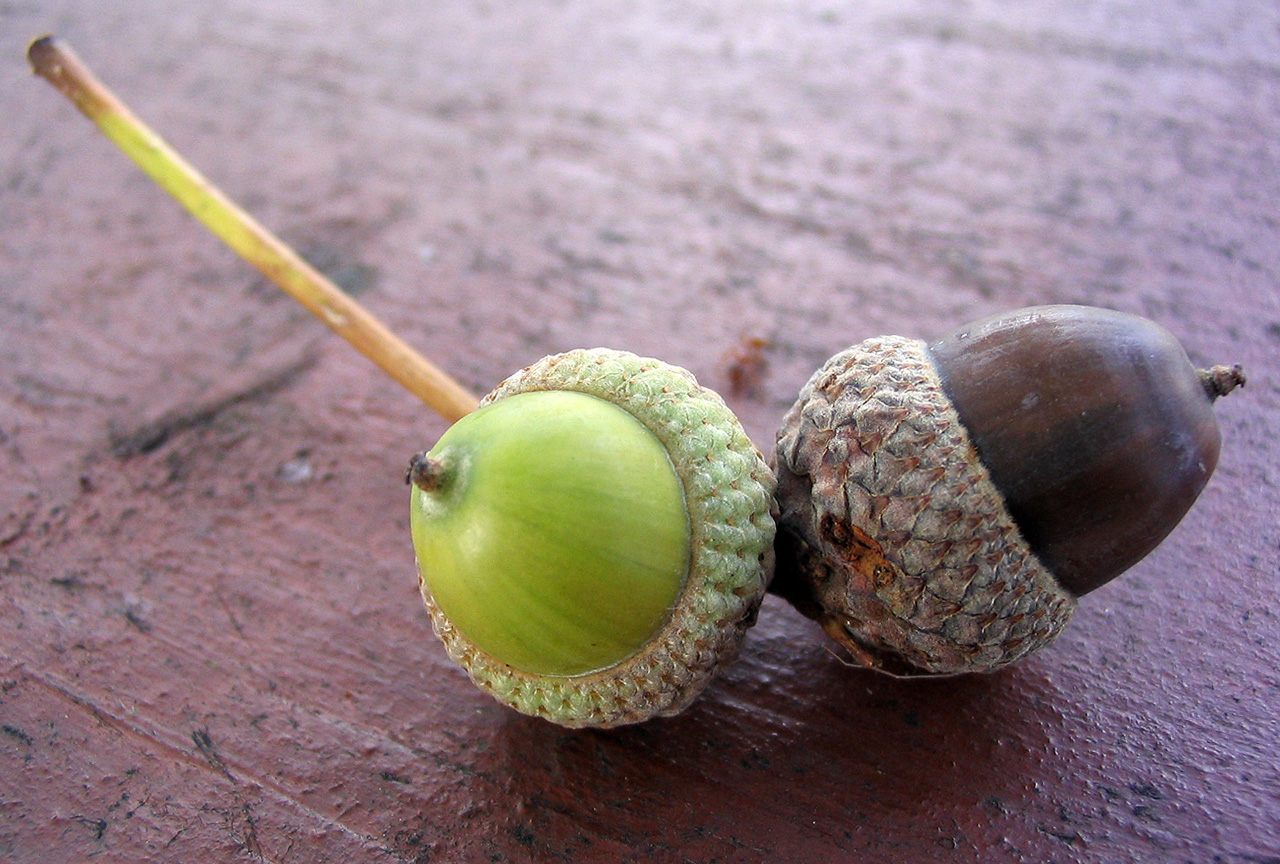
Zwei Eicheln – Eichen gehören zu den Pflanzen, die die Versteckausbreitung als Ausbreitungsstrategie nutzen

Die Versteckausbreitung ist ein Mechanismus, durch den Tiere die Ausbreitung von Pflanzen durch das Anlegen von Vorräten unterstützen.
Dieser Ausbreitungsmechanismus  gehört somit zur Ausbreitung durch Tiere (Zoochorie). Gemeinsam mit der Bearbeitungsausbreitung (Rhipsozoochorie), Tierstreuung (Ballepizoochorie) und der Ausbreitung durch Anhaftung (Epichorie) zählt er auch zur Zufallsausbreitung (Dysochorie).
Zahlreiche Pflanzen produzieren Samen und Früchte, die große Mengen nährstoff- und energiereicher Öle und Fette enthalten. Diese werden von vielen Tieren wie Hamstern, Eichhörnchen, Siebenschläfern und Feldmäusen als Wintervorrat gesammelt. Auch einige Vogelarten wie Eichel- und Tannenhäher praktizieren eine Vorratsstrategie, die gelegentlich Pflanzen an neuen Stellen auskeimen lässt.
Die Versteckausbreitung hat den Vorteil, dass die Samen oft von vornherein von Boden bedeckt werden. Sie sind so vor der Witterung geschützt und können zudem sofort keimen und wachsen. 
Beispielsweise ist die an das extreme Hochgebirge angepasste Zirbelkiefer, die dort gemeinsam mit Lärchen den Arven-Lärchenwald bildet, in ihrer Ausbreitung weitgehend auf den Tannenhäher (Nucifraga caryocatactes) angewiesen. Dieser sammelt in guten Jahren bis zu 100.000 Samen und versteckt davon 90 % im Erdboden, wovon wiederum etwa 80 % später gefunden werden. Die nicht geleerten 20 % der Speicher, immerhin noch 18.000 Samen, genügen für eine Naturverjüngung der Zirbelkiefer-Bestände, da die vom Tannenhäher gewählten Verstecke den Samen im Regelfall ein optimales Keimbeet bieten.
Ein Beispiel für einen anderen Ausbreitungsmechanismus: Die Lärche, die häufig mit der Zirbelkiefer zusammen wächst, verbreitet ihren Samen durch den Wind, wie es viele Rohbodenbesiedler tun. Dies hat jedoch den Nachteil, dass nur wenige Samen das benötigte vegetationslose Keimbeet finden, da nach dem Rückgang der Beweidung die Rasen- und Zwergstrauchdecken dichter geworden sind. Außerdem hängt der Keimungserfolg der auf dem Boden liegenden Samen von günstiger Witterung ab.